# تونی اکرمن
تونی اکرمن (انگلیسی: Tony Ackerman) بازیکن فوتبال انگلیسی بود.